# Brandon Curry
Brandon Curry (ur. 19 października 1982 w Nashville w stanie Tennessee) – profesjonalny amerykański kulturysta.
Należał do federacji National Physique Committee (NPC) uzyskując w niej w 2008 kartę zawodowca. W 2003 zwyciężył w zawodach Supernatural Bodybuilding, w 2004 był pierwszy w kategorii juniorów na zawodach Musclemania Superbody. W 2008 zajął pierwsze miejsce na podium podczas mistrzostw USA federacji NPC. W 2011 startował po raz pierwszy w konkursie Mr. Olympia. 
Wygrał zawody Mr. Olympia w 2019 roku (jako piętnasta osoba w historii). 

## Osiągnięcia
- - 2003 Supernatural Bodybuilding,  1. miejsce
  - 2006 NPC Junior National Championships,  2. miejsce
  - 2007 NPC USA Championships,  2. miejsce
  - 2008 NPC USA Championships,  1. miejsce
  - 2010 Europa Super Show,  8. miejsce
  - 2010 Pro Bodybuilding Weekly Championship,  6. miejsce
  - 2011 IFBB Mr.Olympia,  8. miejsce
  - 2012 IFBB Arnold Classic, 7. miejsce
  - 2013 IFBB Arnold Classic Brasil, 1. miejsce
  - 2015 IFBB Arnold Classic, 16. miejsce
  - 2017 IFBB New Zealand Pro, 1. miejsce
  - 2017 IFBB Arnold Classic Aus, 1. miejsce
  - 2017 IFBB Mr. Olympia, 8. miejsce
  - 2017 IFBB Ferrigno Legacy, 1. miejsce
  - 2018 IFBB Mr. Olympia, 5. miejsce
  - 2019 IFBB Arnold Classic, 1. miejsce
  - 2019 IFBB Mr. Olympia, 1. miejsce
  - 2020 IFBB Mr. Olympia, 2. miejsce
  - 2021 IFBB Mr. Olympia, 2. miejsce
  - 2022 IFBB Arnold Classic, 1. miejsce
  - 2022 IFBB Mr. Olympia, 4. miejsce